# Função harmônica
- Para função harmônica em música, veja funcionalidade diatônica

Função harmônica, estritamente em Matemática, é qualquer solução não trivial da equação de Laplace, cujas derivadas primeira e segunda são contínuas. Aplica-se em vários sub-domínios da própria matemática, além de encontrar imensa e rica utilidade na física matemática, na física, em análise de processos estocásticos, entre várias aplicações.

## Definição formal
Função harmônica, em Matemática, em Física, em Física matemática e em Processos estocásticos, é uma função contínua e duplamente diferenciável f : U → R (onde U é um subconjunto aberto de Rn) que satisfaz a equação de Laplace, e pode ser assim expressa:
{\displaystyle {\frac {\partial ^{2}f}{\partial x_{1}^{2}}}+{\frac {\partial ^{2}f}{\partial x_{2}^{2}}}+\cdots +{\frac {\partial ^{2}f}{\partial x_{n}^{2}}}=0}
em todo lugar em U. Isso é também frequentemente escrito como
{\displaystyle \nabla ^{2}f=0} ou {\displaystyle \Delta f=0.}
onde: {\displaystyle \nabla ^{2}} é o operador laplaciano e {\displaystyle \Delta } é o operator Laplace-de Rham
Alternativamente, função harmônica pode ser definida de outros modos:
- Função harmônica, em Matemática, também pode ser entendida como qualquer solução não trivial da equação de Laplace, cujas derivadas primeira e segunda são contínuas.
- Há também uma outra definição aparentemente mais frágil, contudo equivalente. Realmente, uma função é dita harmônica se e somente se é fracamente harmônica — e a aparente fragilidade conceitual decorre apenas da recorrência.

Funções harmônicas podem ser definidas num espaço riemanniano múltiplo, por meio do uso do operator Laplace-de Rham, {\displaystyle \Delta .}
Nesse contexto, uma função é dita harmônica se {\displaystyle \Delta f=0.}
Uma {\displaystyle C^{2}} função que satisfaz {\displaystyle \Delta f\geq 0} é dita subarmônica.

## Propriedades

### Fórmula do Valor Médio
Seja {\displaystyle f\in C^{2}(U;\mathbb {R} )} uma função harmônica,  {\displaystyle U\subset \mathbb {R} ^{n}} aberto. Então, para cada {\displaystyle x\in U}, temos:
{\displaystyle f(x)={\frac {1}{n\alpha (n)r^{n-1}}}\int _{\partial B(x,r)}fdS,\quad \forall B(x,r)\subset U}
onde, {\displaystyle \alpha (n)} é o volume da bola unitária em {\displaystyle \mathbb {R} ^{n}}, {\displaystyle B(x,r)} é a bola de centro em {\displaystyle x} e raio {\displaystyle r} e {\displaystyle \partial B(x,r)} denota sua fronteira (a esfera de centro {\displaystyle x} e raio {\displaystyle r}). Isto é, se {\displaystyle f} é harmônica, então {\displaystyle f(x)} é igual a sua média sobre qualquer esfera de centro {\displaystyle x} e raio {\displaystyle r} contida no seu domínio (veja, por exemplo, Evans (2010)).

| Demonstração. |
| --- |
| Com efeito, seja {\displaystyle \phi (r)={\frac {1}{n\alpha (n)r^{n-1}}}\int _{\partial B(x,r)}fdS}. Fazendo a mudança de variável {\displaystyle y=x+rz,z\in \mathbb {R} ^{n}}, temos {\displaystyle \phi (r)={\frac {1}{n\alpha (n)}}\int _{\partial B(0,1)}f(x+rz)dS(z)}. Agora, calculando a derivada de {\displaystyle \phi } em relação a {\displaystyle r}, obtemos: {\displaystyle \phi '(r)={\frac {1}{n\alpha (n)}}\int _{\partial B(0,1)}Df(x+rz)\cdot zdS(z)} que, voltando a {\displaystyle y} nos dá: {\displaystyle \phi '(r)={\frac {1}{n\alpha (n)r^{n-1}}}\int _{\partial B(x,r)}Df(y){\frac {y-x}{r}}dS(y)={\frac {1}{n\alpha (n)r^{n-1}}}\int _{\partial B(x,r)}{\frac {\partial f}{\partial \nu }}dS} observando que {\displaystyle \nu ={\frac {y-x}{r}}} é a normal unitária exterior para cada {\displaystyle y\in \partial B(x,r)}. Aqui, {\displaystyle {\frac {\partial f}{\partial \nu }}} denota a derivada normal de {\displaystyle f}. Daí, das identidades de Green, temos que: {\displaystyle \phi '(r)={\frac {1}{n\alpha (n)r^{n-1}}}\int _{B(x,r)}\Delta fdy=0} pois, {\displaystyle f} é harmônica por hipótese. Mostramos, assim, que {\displaystyle \phi '(r)=0} para todo {\displaystyle r}, logo {\displaystyle \phi } é uma função constante e, portanto: {\displaystyle \phi (r)=\lim _{t\to 0}\phi (t)=\lim _{t\to 0}{\frac {1}{n\alpha (n)r^{n-1}}}\int _{\partial B(x,r)}fdS=f(x)} este último passo sendo uma propriedade da média de uma função. Temos, assim, demonstrado o que queríamos. |

Como consequência do resultado acima, podemos demonstrar que:
{\displaystyle f(x)={\frac {1}{\alpha (n)r^{n}}}\int _{B(x,r)}fdy,\quad B(x,r)\subset U}
isto é: se {\displaystyle f} é harmônica, então {\displaystyle f(x)} é igual a média de {\displaystyle f} sobre qualquer bola de centro {\displaystyle x} e raio {\displaystyle r} contida em seu domínio.

| Demonstração. |
| --- |
| Com efeito: {\displaystyle \int _{B(x,r)}fdy=\int _{0}^{r}\left(\int _{\partial B(x,r)}fdS\right)ds=f(x)\int _{0}^{r}n\alpha (n)s^{n-1}ds=\alpha (n)r^{n}f(x)}. o que demonstra o enunciado. |

Esse resultado também tem uma recíproca. Se {\displaystyle f\in C^{2}(U,\mathbb {R} )} é tal que
{\displaystyle f(x)={\frac {1}{n\alpha (n)r^{n-1}}}\int _{\partial B(x,r)}fdS,\quad \forall B(x,r)\subset U}
então, {\displaystyle f} é harmônica. Em outras palavras, uma função {\displaystyle f} duas vezes continuamente diferenciável cuja média sobre cada esfera contida em seu domínio é igual a função aplicada no centro da mesma é uma função harmônica.

| Demonstração. |
| --- |
| Assumimos, sem perda de generalidade, que {\displaystyle \Delta f>0} em alguma bola {\displaystyle B(x,r)\subset U.} Definindo {\displaystyle \phi (r)={\frac {1}{n\alpha (n)r^{n-1}}}\int _{\partial B(x,r)}fdS} temos que {\displaystyle \phi } é constante em relação a {\displaystyle r}, logo {\displaystyle \phi '(r)=0.} Por outro lado: {\displaystyle \phi '(r)={\frac {1}{n\alpha (n)r^{n-1}}}\int _{B(x,r)}\Delta fdy>0} o que é uma contradição. |

### Princípio do Máximo
Uma função harmônica atinge seu máximo (mínimo) na fronteira. Mais precisamente, se {\displaystyle f:U\to \mathbb {R} } é uma função harmônica com  {\displaystyle f\in C^{2}(U)\cap C({\bar {U}})}, então {\displaystyle \max _{\bar {U}}f=\max _{\partial U}f}, bem como {\displaystyle \min _{\bar {U}}f=\min _{\partial U}f}. Aqui, {\displaystyle U} é um conjunto aberto, {\displaystyle {\bar {U}}} é o fecho de {\displaystyle U}.
Esta propriedade é consequência do princípio do máximo forte, o qual estabelece que se, além das hipóteses acima, {\displaystyle U} for conexo e existir {\displaystyle x_{0}\in U} tal que {\displaystyle f(x_{0})=\max _{\bar {U}}f} {\displaystyle \left({\text{ou }}f(x_{0})=\min _{\bar {U}}f\right)}, então {\displaystyle f} é constante em {\displaystyle U}. Esta propriedade é, por sua vez, consequência direta da fórmula do valor médio (veja acima).